# Leichtathletik-Europameisterschaften 1969/100 m Hürden der Frauen

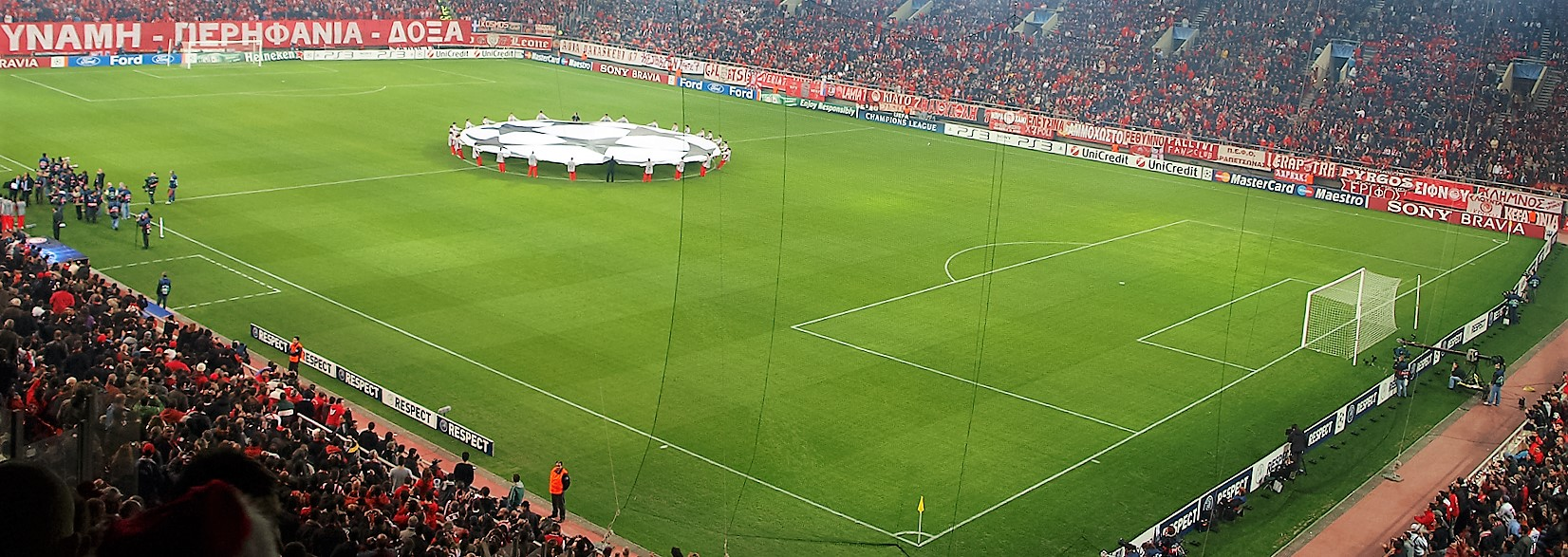
Das Karaiskakis-Stadion im Jahr 2009

Der 100-Meter-Hürdenlauf der Frauen bei den Leichtathletik-Europameisterschaften 1969 wurde vom 18. bis 20. September 1969 im Athener Karaiskakis-Stadion ausgetragen.
Der Wettbewerb stand in dieser Form erstmals auf dem Programm einer großen internationalen Meisterschaft und ersetzte den bis dahin ausgetragenen 80-Meter-Hürdenlauf. Diese Umstellung wurde vor allem vorgenommen, um der Schrittlänge der Athletinnen zwischen den Hürden besser gerecht zu werden.
Die Hürdensprinterinnen aus der DDR verzeichneten hier einen Doppelsieg. Es gewann die Europameisterin von 1966 und Olympiasiegerin von 1964 über 80 Meter Hürden Karin Balzer, gleichzeitig auch Halterin des Weltrekords über 100 Meter Hürden. Den zweiten Platz belegte Bärbel Podeswa. Bronze ging an die Polin Teresa Nowak.

## Bestehende Rekorde
| Weltrekord   | 12,9 s                                                                   | Karin Balzer                                                             | Ost-Berlin, DDR (heute Berlin, Deutschland)                              | 5. September 1969                                                        |
| Europarekord | 12,9 s                                                                   | Karin Balzer                                                             | Ost-Berlin, DDR (heute Berlin, Deutschland)                              | 5. September 1969                                                        |
| EM-Rekord    | Wettbewerb in dieser Form erstmals im Programm der Europameisterschaften | Wettbewerb in dieser Form erstmals im Programm der Europameisterschaften | Wettbewerb in dieser Form erstmals im Programm der Europameisterschaften | Wettbewerb in dieser Form erstmals im Programm der Europameisterschaften |

Die Läuferinnen hatten es schwer, gute Zeiten zu erzielen. In allen Rennen trafen sie auf unterschiedlich starke, teils heftige Gegenwinde. Als erste Meisterschaftsrekorde wurden folgende Zeiten gelaufen:
| 13,7 s | Lija Chytrina  | erster Vorlauf, Gegenwind: 1,7 m/s     | 18. September 1969 |
| 13,7 s | Teresa Nowak   | erstes Halbfinale, Gegenwind: 1,9 m/s  | 19. September 1969 |
| 13,7 s | Bärbel Podeswa | erstes Halbfinale, Gegenwind: 1,9 m/s  | 19. September 1969 |
| 13,7 s | Lija Chytrina  | erstes Halbfinale, Gegenwind: 1,9 m/s  | 19. September 1969 |
| 13,5 s | Karin Balzer   | zweites Halbfinale, Gegenwind: 1,7 m/s | 19. September 1969 |
| 13,3 s | Karin Balzer   | Finale, Gegenwind: 1,0 m/s             | 20. September 1969 |

## Vorrunde
18. September 1969, 16.20 Uhr
Die Vorrunde wurde in vier Läufen durchgeführt. Die ersten vier Athletinnen pro Lauf – hellblau unterlegt – qualifizierten sich für das Halbfinale.
Nicht ganz nachvollziehbar bleibt, weshalb die Organisatoren bei der geringen Zahl von achtzehn Teilnehmerinnen überhaupt diese vier Vorläufe durchführten. Nur zwei Athletinnen überhaupt schieden dabei aus. In zwei Rennen mussten die Sportlerinnen lediglich das Ziel erreichen, um im Halbfinale dabei zu sein. Stattdessen wären drei Vorläufe mit je fünf Starterinnen möglich gewesen, die ersten beiden Läuferinnen jeden Rennens und zwei weitere zeitschnellste Athletinnen hätten dann das Finale bestritten.

### Vorlauf 1
Wind: −1,7 m/s
| Platz | Name              | Nation      | Zeit (s) |
| ----- | ----------------- | ----------- | -------- |
| 1     | Lija Chytrina     | Sowjetunion | 13,7 CR  |
| 2     | Teresa Sukniewicz | Polen       | 13,9     |
| 3     | Jeanne Schoebel   | Frankreich  | 14,1     |
| 4     | Magaly Vettorazzo | Italien     | 14,7     |

### Vorlauf 2
Wind: −2,6 m/s
| Platz | Name                | Nation           | Zeit (s) |
| ----- | ------------------- | ---------------- | -------- |
| 1     | Teresa Nowak        | Polen            | 14,1     |
| 2     | Milena Piackova     | Tschechoslowakei | 14,3     |
| 3     | Sirkka Norrlund     | Finnland         | 14,3     |
| 4     | Regina Höfer        | DDR              | 14,4     |
| 5     | Anne Van Rensbergen | Belgien          | 14,6     |
| DNS   | Meta Antenen        | Schweiz          |          |

### Vorlauf 3
Wind: −4,1 m/s
| Platz | Name                | Nation           | Zeit (s) |
| ----- | ------------------- | ---------------- | -------- |
| 1     | Bärbel Podeswa      | DDR              | 14,0     |
| 2     | Susan Hayward       | Großbritannien   | 14,3     |
| 3     | Eva Kucmanová       | Tschechoslowakei | 14,7     |
| 4     | Emina Pilav         | Jugoslawien      | 14,9     |
| 5     | Charoula Sasagianni | Griechenland     | 15,9     |

### Vorlauf 4
Wind: −3,1 m/s
| Platz | Name             | Nation         | Zeit (s) |
| ----- | ---------------- | -------------- | -------- |
| 1     | Karin Balzer     | DDR            | 14,0     |
| 2     | Marlène Canguio  | Frankreich     | 14,4     |
| 3     | Christine Perera | Großbritannien | 14,4     |
| 4     | Gun Olsson       | Schweden       | 14,7     |

## Halbfinale
19. September 1969, 17.20 Uhr
In den beiden Halbfinalläufen qualifizierten sich die jeweils ersten vier Athletinnen – hellblau unterlegt – für das Finale.

### Lauf 1
Wind: −1,9 m/s
| Platz | Name             | Nation           | Zeit (s) |
| ----- | ---------------- | ---------------- | -------- |
| 1     | Teresa Nowak     | Polen            | 13,7 CRe |
| 2     | Bärbel Podeswa   | DDR              | 13,7 CRe |
| 3     | Lija Chytrina    | Sowjetunion      | 13,7 CRe |
| 4     | Christine Perera | Großbritannien   | 14,1     |
| 5     | Marlène Canguio  | Frankreich       | 14,1     |
| 6     | Milena Piackova  | Tschechoslowakei | 14,5     |
| 7     | Emina Pilav      | Jugoslawien      | 14,8     |
| DNS   | Gun Olsson       | Schweden         |          |

### Lauf 2

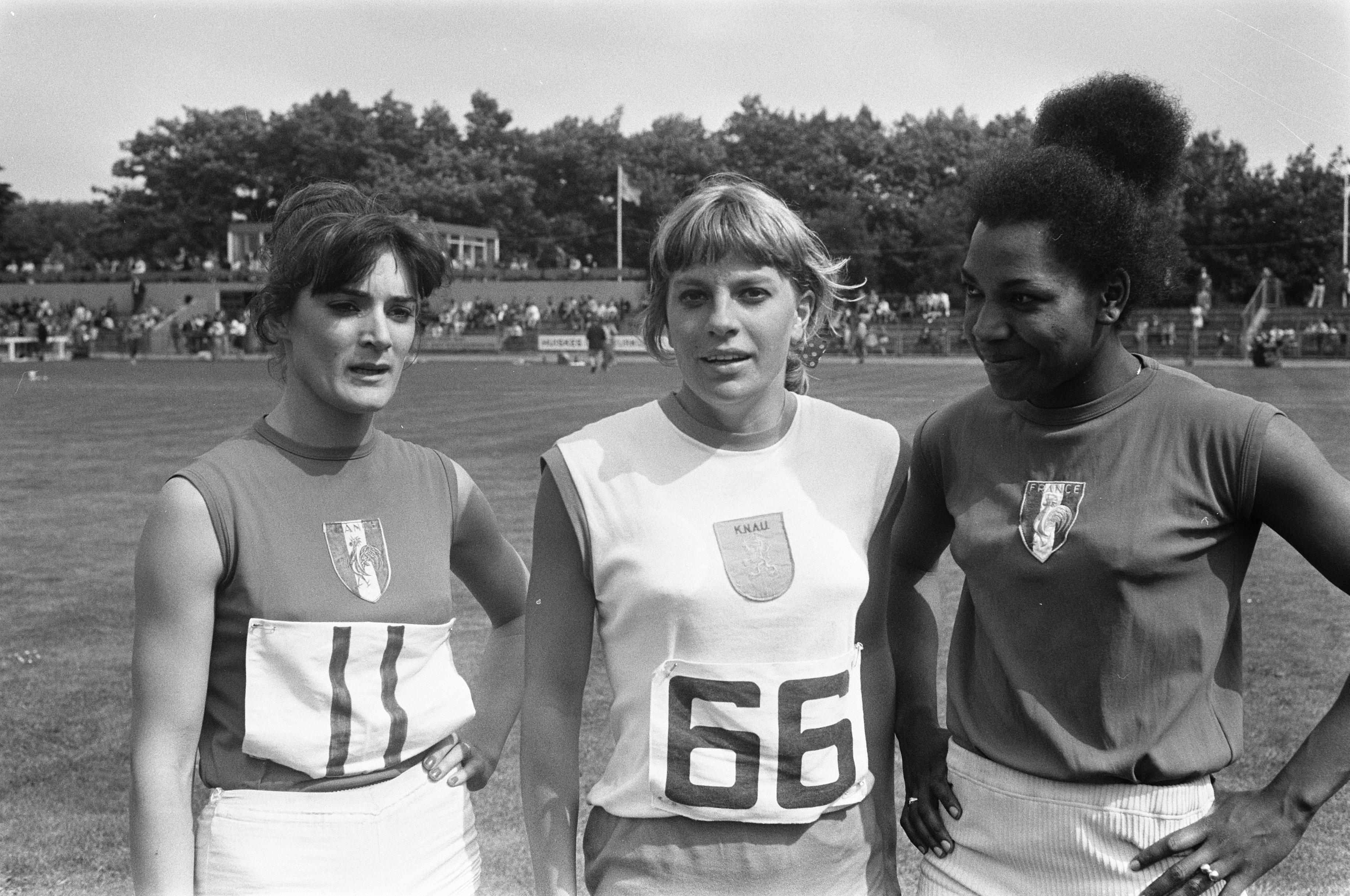
Als Fünfte des zweiten Halbfinals verpasste Jeanne Schoebel (links) das Finale um nur einen Platz

Wind: −1,7 m/s
| Platz | Name              | Nation           | Zeit (s) |
| ----- | ----------------- | ---------------- | -------- |
| 1     | Karin Balzer      | DDR              | 13,5 CR  |
| 2     | Regina Höfer      | DDR              | 13,8     |
| 3     | Teresa Sukniewicz | Polen            | 14,0     |
| 4     | Sirkka Norrlund   | Finnland         | 14,0     |
| 5     | Jeanne Schoebel   | Frankreich       | 14,1     |
| 6     | Susan Hayward     | Großbritannien   | 14,1     |
| 7     | Magaly Vettorazzo | Italien          | 14,8     |
| DNS   | Eva Kucmanová     | Tschechoslowakei |          |

## Finale

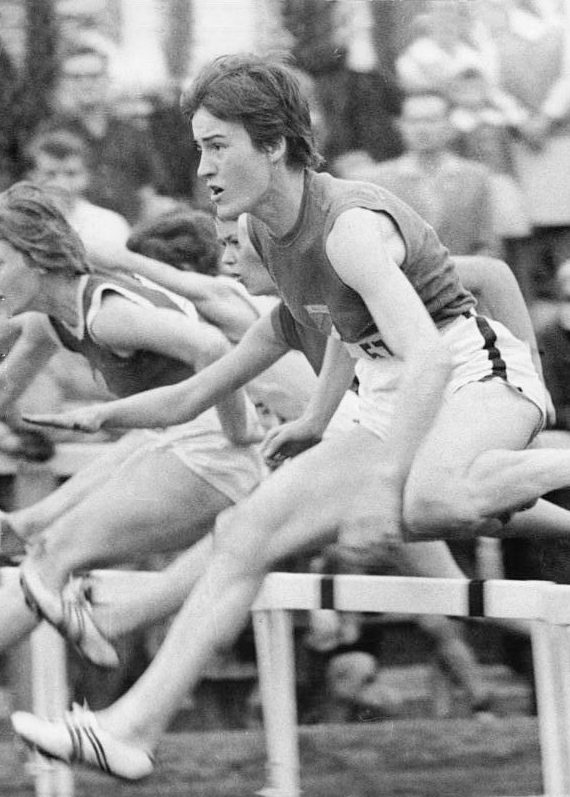
Die Weltrekordlerin und auf der bislang ausgetragenen kürzeren Distanz erfolgreiche Karin Balzer wurde die erste Europameisterin auf der neuen Strecke

20. September 1969
Wind: −1,0 m/s
| Platz | Name              | Nation         | Offizielle Zeit (s) handgestoppt | Inoffizielle Zeit (s) elektronisch |
| 1     | Karin Balzer      | DDR            | 13,3 CR                          | 13,29                              |
| 2     | Bärbel Podeswa    | DDR            | 13,6000                          | 13,68                              |
| 3     | Teresa Nowak      | Polen          | 13,7000                          | 13,77                              |
| 4     | Lija Chytrina     | Sowjetunion    | 13,8000                          | 13,86                              |
| 5     | Teresa Sukniewicz | Polen          | 13,8000                          | 13,89                              |
| 6     | Regina Höfer      | DDR            | 13,9000                          | 13,96                              |
| 7     | Christine Perera  | Großbritannien | 14,0000                          | 14,03                              |
| 8     | Sirkka Norrlund   | Finnland       | 14,1000                          | 14,16                              |

## Videolinks
- 100m Hurdles 1969 European Championship Athen Karin Balzer, youtube.com, abgerufen am 24. Juli 2022
- EUROPEAN ATHLETICS 1969 ATHENS 100HS women KARIN BALZER, youtube.com, abgerufen am 24. Juli 2022
- European Athletics Finals (1969), Bereich: 2:27 min bis 2:33 min, youtube.com, abgerufen am 24. Juli 2022